# ТВТ (Телевидение Тольятти)
ТВТ Телевидение Тольятти — телекомпания города Тольятти, существовавшая в 1996—2000 годах, выходя в эфир на 52 канале НТВ, основанная президентом Холдинга «Мега-Лада» Аликом Гасановым.

## Деятельность
Для освещения спортивной деятельности спидвейного клуба «Мега-Лада», была создана одноименная телестудия.
В 1996 году телестудия «Мега-Лада» по инициативе президента Холдинга «МЕГА ЛАДА» Алика Гасанова, выросла в Телекомпанию ТВТ «Телевидение Тольятти», которая выходила в эфир в городе на собственном 52 канале, сетевым партнером которой являлся канал НТВ, студия располагалась в двухэтажном здании в Центральном районе, ул. Гидростроевская, 15.
Главным редактором телекомпании являлся Пучков Владимир Викторович, директором являлся Ташкин Сергей Викторович.
Телекомпания ТВТ производила в эфир собственные программы: ежедневные новостные программы «ТВТ Утро», «ТВТ День», «ТВТ Каждый день»; ведущими новостей были редактор Светлана Гарпинченко, шеф-редактор Сергей Лялин, журналисты Элина Шельвинская, Юлия Ефимова, Ольга Евтушевская, Елена Исаева..
Также телекомпания ТВТ производила авторские программы «Житьё Бытьё» (ведущая Елена Сидоренко и режиссёр Елена Дуброва), «Теле-Теремок» (ведущий актёр театра Колесо Андрей Амшинский, Екатерина Гомозова, сценарист Ирина Грошева), «Занавес» (автор и ведущая Наталья Казанджан), программа по музыкальным заявкам «ТВТ Альбом» (ведущая Елена Исаева) а также спидвейная программа «Мега Лада» (ведущий Сергей Шмыров).
8 октября 1996 года киллером был убит владелец телекомпании ТВТ, президент Холдинга «Мега Лада» Алик Гасанов.
20 сентября 2000 года была убита его наследница и супруга Оксана Лабинцева. После этого Холдинг «Мега Лада» прекратил своё существование и вместе с ним и телекомпания ТВТ, оборудование растащили, часть перешло в студию «Терра-Тольятти», которую возглавила редактор ТВТ Светлана Гарпинченко, и МУП «ТМТ» «Тольяттинское Многоабонентное Телевидение», которое возглавил директор ТВТ Сергей Ташкин, которое вскоре было приватизировано в ООО «Сеть-М», впоследствии войдя в Группу компаний ЛИК. В 2010 в единый реестр внесена запись о ликвидации телекомпании ТВТ. Сергей Ташкин организовал и возглавил ООО Продюсерский Центр «ТВТ», в 2016 году в единый реестр была внесена запись о его ликвидации.